# Гумерсіндо Гомес
Гумерсіндо Гомес (ісп. Gumercindo Gómez, 21 січня 1907 — 31 січня 1980) — болівійський футболіст, що грав на позиції нападника, зокрема, за клуб «Оруро Рояль», а також національну збірну Болівії.

## Клубна кар'єра
Грав за команду «Оруро Рояль» з однойменного міста. 
Помер 31 січня 1980 року на 74-му році життя.

## Виступи за збірну
У складі збірної був учасником чемпіонату світу 1930 року в Уругваї, де зіграв один матч з Югославією. Матч був програний з рахунком 0:4, а Гомес у зіткненні з югославським захисником Милутином Івковичем отримав травму і покинув поле зі зламаною ногою.
Подальша кар'єра у складі національної збірної Болівії наразі невідома.